# عدنان رمال
عَدنان رِمَّال هو أستاذ وعالم مغربي متخصص في علم الأحياء (خبير في الاستنبات المائيّ وعلوم الغذاء والحيوان)، من مواليد فاس سنة 1962م، حصل على شهادة الدكتوراه في الفارماكولوجية الجزيئية (علم الدواء الجُزيئيّ) من جامعة باريس عام 1987م، وعلى دكتوراه الدولة في علم الجراثيم سنة 1994م من جامعة فاس، ليتم تعيينه أستاذا باحثا بجامعة سيدي محمد بن عبد الله بالعاصمة العلمية، ويعمل -حاليا في 2017- على تأسيس مختبر البيوتكنلوجيا (التقانة الحيوية).
يعد الباحث المغربي في علوم البكتيريا عدنان رمال أول عالم من أفريقيا يحصل على جائزة المخترع الأوروبي 2017 التي ينظمها سنويا المكتب الأوروبي لبراءات الاختراع منذ 2006 الذي مقره ميونخ في ألمانيا؛ فقد فاز بجائزة الجمهور ضمن هذه الجائزة، وذلك بعد اكتشافه عقارا معززا بمضادات حيوية بواسطة زيوت أساسيّة مُستخلصة من الطبيعة. وقال عدنان في حديثه للجزيرة نت:
| عدنان رمال | إن البحث العلمي النابع من حاجيات الشعوب هو وحده القادر على حل مشاكل التنمية في الدول العربية والأفريقية | عدنان رمال |

معتبرا أنه من الخطأ استيراد الاختراعات والمخترعين المغتربين.

## ما قبل الاختراع
عاد عدنان رمّال إلى بلده مباشرة بعد حصوله على الدكتوراه في 1987م وشيّد مختبرا بالجامعة، وفضّل التعاون مع أساتذة ومختبرات داخل المغرب، بدل الاشتغال في أوروبا. وقال:
| عدنان رمال | أنا أفهم أن بعض الباحثين فضل البقاء في ظروف سهلة عوض مواجهة الصعوبات في بلدانهم، ولأن الحاجة هي أم الاختراع فإن الأبحاث التي يقومون بها هي وليدة الحاجة الأوروبية، وتطلبها الشركات أو الحكومات استجابة لحاجيات الدولة التي يشتغلون بها. | عدنان رمال |

وأكّد أن التجربة بيّنت أن هؤلاء لا يستطيعون التكيف مع ظروف البحث في بلدانهم الأصلية إذا ما قرروا العودة، وسجلت عدة إخفاقات في هذا الباب بعد أن حاولت بعض الدول استجلاب باحثين ينتمون إليها لكنهم لم ينتجوا شيئا. وإذا كانت الاختراعات التي تنتج في أوروبا جاءت لمواجهة ظروف خاصة بها، فإنها لا يمكن أن تستجيب لمتطلبات الدول العربية والأفريقية التي تعرف ظروفا أكثر صعوبة.

## اختراعاته
شارك عدنان عن طريق اختراعين، حيث يتعلق الأول بمكمل غذائي يخلط مع علف الحيوانات عوض المضادات الحيوية، والنتيجة أن المربين يحصلون على نتائج سارة أحسن مما كانوا يحصلون عليه باستعمال المضادات الحيوية، وبكلفة أقل، دون أي خطر على صحة المستهلك، وهذا المكمل الغذائي موضوع في السوق منذ 4 سنوات (منذ عام 2013).
بينما يتعلق الاختراع الثاني بعقار يقدم للبشر، يعالج التعفنات التي تسببها البكتيريا المقاومة للمضادات الحيوية، ويتكون هذا الدواء من مضادات حيوية أضيفت لها مواد طبيعية مستخلصة من الزيوت العطرية.
وقد صرّح في حديثه للجزيرة نت أنّ «طريقة خلط هتين المادتين تؤدي إلى تفاعل بينهما، وهذا التفاعل يفضي إلى جزئية جديدة قادرة على محاربة البكتيريا المقاومة، وذلك لأن آليّات (ميكانزمات) المقاومة لا تتعرف على هذه الجزئية الجديدة». وأوضح أن هذا الدواء اختبر على المستوى السريري في مجال تعفنات المسالك البولية وأعطى نتائج باهرة، وستسوقه في المغرب إحدى الشركات في نهاية 2017.

## الجوائز
فاز في عام 2015م بمبلغ 100000 دولار أمريكي في جائزة الابتكار لأفريقيا.
أفاد بلاغ لمركز التواصل الخاص بالمكتب الأوروبي للبراءات الذي يوجد مقره بميونيخ في جنوب ألمانيا، بأن البروفيسور رمال تسلم جائزة المخترع الأوروبي بنسختها الثانية عشر في حفل أقيم الخميس 22 يونيو 2017 بمدينة البندقية في إيطاليا والتي ينظمها المكتب الأوروبي للبراءات سنويا بهدف مكافأة المبتكرين المتميزين بأوروبا والعالم، مشيرا إلى أن الفائز المغربي حصل على أكبر عدد من أصوات الجمهور المعبر عنها عبر الموقع الإلكتروني للمكتب.
وقد حضر حفل توزيع جوائز المبتكر الأوروبي الذي أقيم بالمعلمة التاريخية دار ترسانة البندقية، قرابة 600 شخصية من عالَم السياسة والأعمال والثقافة والعلو، خاصة منهم وزير التنمية الاقتصادية الإيطالي كارلو كاليندا.
وأشار المكتب أنّ بإمكان هذا الابتكار أن يقوي فعالية المضادات الحيوية الكلاسيكية (التقليديّة) بفضل الخصائص الطبية الطبيعية للنباتات المحلي، وذلك من شأنه أن يطور العمل على محاربة البكتيريا المقاومة للمضادات الحيوية. وقال ببينوا باتيستيللي رئيس المكتب الأوروبي للبراءات:
| عدنان رمال | إن ابتكار رمال يقدم وسيلة جديدة للعمل على محاربة تطور المقاومة البكتيرية للمضادات الحيوية الطبيعية، مضيفا أن هذه الوسيلة أثبتت أن المضادات الحيوية الطبيعية والزيوت الأساسية يمكنهما الاندماج لمضاعفة مفعولهما. | عدنان رمال |

وأضاف باتيستيللي قائلًا:
| عدنان رمال | لقد استطاع البروفيسور الرمال أيضا بهذا الابتكار المهم أن يساهم بشكل قوي في تطوير المجال الصيدلي لبلده الأصلي المغرب. | عدنان رمال |

اختار الجمهور المُصوِّت المبتكر المغربي رمّال من بين 15 مرشحا عبر عملية تصويت جرت في الموقع الإلكتروني، إذ حصل على المرتبة الأولى بنحو 119 ألف صوت، وهو ضعف الرقم الذي سجله الفائز بالجائزة سنة 2016 (56 ألف و700 صوت). وقال البروفيسور رمال بهذا الخصوص:
| عدنان رمال | حتى قبل أن أكون متخصصا في البيولوجيا، كنت دائما مقتنعا بأن النباتات العطرية تتوفر على خصائص صيدلية فعالة. | عدنان رمال |

في عام 2014 وخلال مدة اشتغاله بجامعة سيدي محمد بن عبد الله بفاس، حاز على براءة اختراع أوروبية سنة 2014، نتيجة لانشغاله في العمل على استعمال الزيوت الأساسية في تقوية المضادات الحيوية منذ تسعينيات القرن الماضي (~1990). وقال رمّال مُعقّبًا على الأمر:
| عدنان رمال | بما أنني أعلم أن الأمراض الالتهابية هي الأكثر فتكا في العالم، خاصة في الدول السائرة في طريق النمو، فقد خصصت كل أبحاثي لهذا المشكل. | عدنان رمال |

## برقية تهنئة
بعث العاهل المغربي محمد السادس برقيّة تهنئة إلى الباحث عدنان يقول فيها:
| عدنان رمال | إننا لواثقون من أن هذا التتويج الدولي المستحق سيشكل حافزا قويا لك لمواصلة أبحاثك، وللأجيال الصاعدة من الباحثين المغاربة لبذل أقصى الجهود لتمثيل بلدهم أحسن تمثيل، والنهوض بالبحث العلمي، إسهاما منهم في تعزيز مسيرة التنمية الشاملة والمستدامة. | عدنان رمال |

وممّا ورد أيضًا في هذه البرقيّة:
| عدنان رمال | فالله تعالى نسأل أن يلهمك موصول التوفيق والنجاح، مشمولا بسامي عطفنا وسابغ رضانا. | عدنان رمال |

## وصلات خارجيّة
- تتويج المغربي عدنان رمال بجائزة المخترع الأوروبي بايطاليا على يوتيوب
- عدنان رمال يفوز بجائزة المخترع الأوروبي 2017 على يوتيوب (كامل)